# سرود ملی جامائیکا

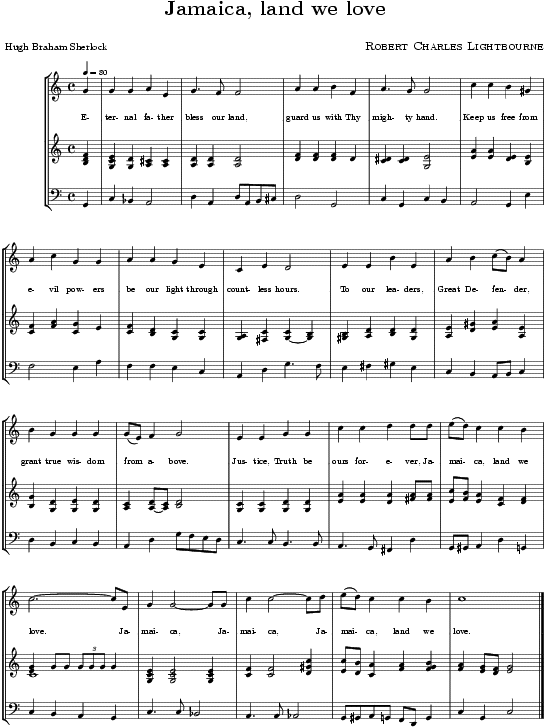
نت‌های سرود ملی جامائیکا

جامائیکا، سرزمینی که دوستش داریم (Jamaica, Land We Love) سرود ملی کشور جامائیکا است. متن این سرود نوشته هیو شرلاک و آهنگ آن ساخته رابرت لایت‌بورن است. تنظیم آهنگ آن را میپل‌تافت پول انجام داده و این سرود در ۶ آگوست سال ۱۹۶۲ بعد از استقلال جامائیکا رسمیت یافت.

## متن
| متن انگلیسی Eternal Father, bless our land Guard us with Thy mighty hand Keep us free from evil powers Be our light through countless hours To our leaders, Great Defender, Grant true wisdom from above Justice, truth be ours forever Jamaica, land we love Jamaica, Jamaica, Jamaica, land we love Teach us true respect for all Stir response to duty's call Strengthen us the weak to cherish Give us vision lest we perish Knowledge send us, Heavenly Father, Grant true wisdom from above Justice, truth be ours forever Jamaica, land we love Jamaica, Jamaica, Jamaica, land we love | برگردان فارسی پدر جاودان، سرزمین ما را خجسته دار با دست پُرتوانت از ما پاسداری کن و ما را از نیروهای پلید رها بدار در رهگذر ساعات بی‌شمار، چراغ راه ما باش ای نگاهبان بزرگ، به رهبران ما از جهان برین، فرزانگی راستین بخش دادگری و راستی همیشه از آن ما باد جامائیکا، سرزمینی که دوستش داریم جامائیکا، جامائیکا، جامائیکا، سرزمینی که دوستش داریم ما را احترام راستین به همگان بیاموز و در مابرانگیز حس پاسخ به ندای وظیفه را ما ضعیفان را نیرو بخش تا گرامی بداریم. به ما بینش عطا فرما، تا تباه نشویم ای پدر آسمانی، به ما دانش بخش از جهان برین، فرزانگی راستین بخش دادگری و راستی همیشه از آن ما باد جامائیکا، سرزمینی که دوستش داریم جامائیکا، جامائیکا، جامائیکا، سرزمینی که دوستش داریم |